# Gare de Caudiès
La gare de Caudiès est une gare ferroviaire française de la ligne de Carcassonne à Rivesaltes, située sur le territoire de la commune de Caudiès-de-Fenouillèdes, dans le département des Pyrénées-Orientales, en région Occitanie.
Elle est mise en service en 1904 par la Compagnie des chemins de fer du Midi et du Canal latéral à la Garonne. C'est une halte ferroviaire du Train du pays Cathare et du Fenouillèdes, desservie par tous le trains touristiques de cette association.

## Situation ferroviaire
Établie à 350 mètres d'altitude, la gare de Caudiès est située au point kilométrique (PK) 425,639 de la ligne de Carcassonne à Rivesaltes entre les gares ouvertes de Saint-Paul-de-Fenouillet et de Lapradelle,.

## Histoire
Cette gare a été mise en service le 22 mai 1904 lors de l'ouverture du tronçon entre Quillan et Saint-Paul-de-Fenouillet de la ligne de Carcassonne à Rivesaltes.
La section entre Quillan et Rivesaltes a été fermée au trafic voyageurs le 18 avril 1939. 
En 1992, l'association TPCF a été créée et le premier train circula en 2001.
En 2012, la section entre Caudiès-de-Fenouillèdes et Saint-Paul-de-Fenouillet a été rouverte au trafic marchandises.

## Service des voyageurs

### Accueil
La gare se situe au sud du centre-ville.

### Desserte
Cette gare est desservie par des trains de TPCF.